# Józef Lange
Józef Lange (né le 16 mars 1897 à Varsovie et mort le 11 septembre 1972 dans la même ville) est un coureur cycliste polonais spécialiste de la piste. 

## Biographie
Sa carrière débute par un titre de champion de Pologne sur route en 1921. 
En 1924, il remporte une médaille d'argent aux Jeux olympiques de Paris, lors de la poursuite par équipe avec Jan Lazarski, Tomasz Stankiewicz et Franciszek Szymczyk. Il participe également à l'épreuve du 50 kilomètres dont il prend la 5e place.
4 ans plus tard, il prend de nouveau part à la poursuite par équipe, aux Jeux olympiques d'Amsterdam, en compagnie de Alfred Reul, Jan Zybert et Józef Oksiutycz mais échoue en quarts de finale. Il termine également 6e du kilomètre.

## Palmarès

### Jeux olympiques
- Paris 1924
  -  Médaillé d'argent de la poursuite par équipe (avec Jan Lazarski, Tomasz Stankiewicz et Franciszek Szymczyk)

### Championnats nationaux
- Champion de Pologne sur route : 1921